# Newburyport Five Cents Savings Bank
O Newburyport Five Cents Savings Bank, atuando como Newburyport Bank, é um banco com sede em Newburyport, Massachusetts. O banco possui 8 agências, incluindo 6 no Condado de Essex, Massachusetts e 2 em Portsmouth, New Hampshire.
O banco recebeu o nome de seu depósito mínimo de abertura de cinco centavos na época em que o banco foi fundado em 1854.

## História
O banco foi fundado em 1 de abril de 1854.
Em março de 2011, o presidente do banco, Richard Eaton, se aposentou e Janice Morse foi nomeada presidente e diretora executiva do banco.
Em maio de 2011, o banco solicitou aos reguladores que permitissem a reorganização em um banco de poupança mútua.
Em maio de 2012, o banco estabeleceu um fundo de bolsas de US$ 400.000 para apoiar atletas locais.
Em 2013, o banco abriu dois locais em Portsmouth, New Hampshire.
Em março de 2018, Janice Morse se aposentou e Lloyd Hamm Jr. foi selecionado como presidente.
Em março de 2019, o banco mudou seu nome para Newburyport Bank, também redesenhou seu logotipo e uma marca.